# Simone Ravanelli
Simone Ravanelli (Almenno San Salvatore, 4 luglio 1995) è un ex ciclista su strada italiano, attivo in formazioni UCI dal 2016 al 2022. In carriera ha partecipato a tre edizioni del Giro d'Italia.

## Palmarès
- 2018 (Biesse-Carrera)

Trofeo Matteotti Under-23
Trofeo Alcide De Gasperi
Giro del Valdarno
Coppa Collecchio
- 2019 (Biesse-Carrera)

4ª tappa Giro del Veneto (Belluno > Alpe del Nevegal)
Classifica generale Giro del Veneto
Trofeo MP Filtri
Giro del Medio Brenta

### Altri successi
- 2014 (Team Pala Fenice)

Classifica giovani Giro della Valle d'Aosta

## Piazzamenti

### Grandi Giri
- Giro d'Italia

2020: 74º
2021: 71º
2022: 91º

### Classiche monumento
- Giro di Lombardia

2020: fuori tempo massimo
2021: 66º
2022: 90º